# Bürgermeisterei Beuren
Die Bürgermeisterei Beuren im Landkreis Trier im Regierungsbezirk Trier in der preußischen Rheinprovinz war eine Bürgermeisterei mit
4 Dörfern, 1 Hof, 4 Mühlen, welche 167 Feuerstellen und 1081 Einwohner hatten (Stand 1828).
Dazu gehörten:
- Beuren (Hochwald) mit 1 Kath. Pfarrkirche, 65 Fst., 397 Einw.,
- Naurath (Wald) mit 1 Mühle, 36 Fst., 257 Einw.,
- Bescheid (Hunsrück) mit 1 Kath. Pfarrkirche, 1 Mühle, 40 Fst., 248 Ew.,
- Prosterath mit dem Hof Rockenburg, 2 Mühlen, 26 Fst., 179 Einwohner.